# Осеница
Осеница (грч. Σιδηρόνερο, Сидиронеро) је насељено место у општини Драма у периферији Источна Македонија и Тракија, Грчка. Према попису из 2021. године било је 165 становника.
Према бугарском географу и историчару, Василу Канчову, у Осеници је 1900. године живело 735 Словена муслимана. Године 1923. муслиманско становништво је принудно исељено у Турску а на њихово место је насељено око 100 грчких избегличких породица, којих је на попису из 1928. године било 332.